# Guillem de Mont-rodon
Guillem de Mont-rodon (també escrit: Montrodon o Montredon) (Taradell, Osona, 1165 - 1225) fou Mestre de l'Orde del Temple a la Corona d'Aragó i tutor del rei Jaume I d'Aragó des del 1214 al 1217.

## Llinatge
El seu pare també s'anomenava Guillem de Mont-rodon i sa mare s'anomenava Guillema. Nasqué al casal de Mont-rodon de Taradell i pertanyia al llinatge dels Mont-rodon.

## Biografia
El 1203 feu desapropiació i ingressà a l'Orde del Temple. Del 1207 al 1211 fou nomenat comanador de Gardeny i posteriorment fou nomenat mestre del Temple al Regne d'Aragó, Catalunya i el Comtat de Provença. Va lluitar al servei del rei Pere II d'Aragó en la batalla de Las Navas de Tolosa i en la batalla de Muret, on morí el rei Pere. Després de la mort del rei, anà a Roma per reclamar al Papa Innocenci III la restitució de l'infant Jaume, que es trobava retingut per Simó IV de Montfort. L'any 1214 se sotmeté al legat papal Pietro di Benevento l'any 1214 i seguint les diposicions del testament de la mare de l'infant Jaume I d'Aragó, el Papa Innocenci III alliberà el jove rei que era ostatge del croat francès Simó IV de Montfort i l'entregà a l'Orde del Temple, esdevenint-ne Guillem de Mont-rodon el seu educador i protector al castell templer de Montsó. Allí restà l'infant Jaume dels 6 als 9 anys, fins que el 1217 un grup de nobles aragonesos i catalans en demanaren la seva sortida. El 1220 fou nomenat pel rei Jaume I Procurador General de les rendes reials a Catalunya i el rei l'elogià en la seva crònica per la seva lleialtat.